# 芹沢光治良
芹沢 光治良（せりざわ こうじろう、1896年（明治29年）5月4日 - 1993年（平成5年）3月23日）は日本の小説家。静岡県沼津市名誉市民(1980年‐ )。1965年‐1974年に日本ペンクラブ会長を務めた。日本芸術院会員。

## 概要
フランス留学後、『ブルジョア』で出発。『巴里に死す』で注目された。作品は父性希求、天理教を主題にしたもの、日本と西洋の対比やその矛盾を追究するものの系列があり、冷徹な目を据えながら、生と死、愛の問題を扱った主知的ヒューマニズム作家。日本よりもむしろ海外（特にフランス）で高い評価を受けた。特に1950年代に『巴里に死す』がフランスでも高く評価され、ノーベル文学賞候補者となったという噂も流れた。だが、その時期から50年間の守秘期間を経て公表された候補者のリストに彼の名は確認されていない。ただ、日本ペンクラブ会長時代の1970年に伊藤整と石川達三を候補者に推薦したことが確認されている。
晩年には、「文学はもの言わぬ神の意思に言葉を与えることだ」との信念に拠り、"神シリーズ"と呼ばれる、神を題材にした一連の作品で独特な神秘的世界を描いた。

## 来歴

### 生い立ち
静岡県駿東郡楊原村大字我入道（現在の沼津市我入道）に父・常蔵（後に常晴と改名）、母・はるの子として生まれる。生家は網元。1900年、父が天理教に入信し無所有の伝道生活に入ったため、叔父夫婦と祖父母に育てられる。世話になった叔父の家も後に天理教会となる。
1915年沼津中学校（現・静岡県立沼津東高等学校）卒業後、沼津町立男子小学校の代用教員となる。1919年第一高等学校仏法科を卒業。一高在学中、肋膜と胃弱に悩み、天理教信者に連れられ、兵庫県三木市の井出国子を訪ねる。1921年、高等文官試験行政科に合格。1922年に東京帝国大学経済学部を卒業し、農商務省に入省する。1925年農商務省を辞任しソルボンヌ大学に入学、金融社会学のシミアン (François Simiand) に学ぶ。フランス滞在中に結核に冒され療養につとめる（スイス・レザンには、芹沢が療養したとされるサナトリウムがその当時の建物のままで現存しており、名門校レザンアメリカンスクールの校舎として使用されている）。

### 小説家として

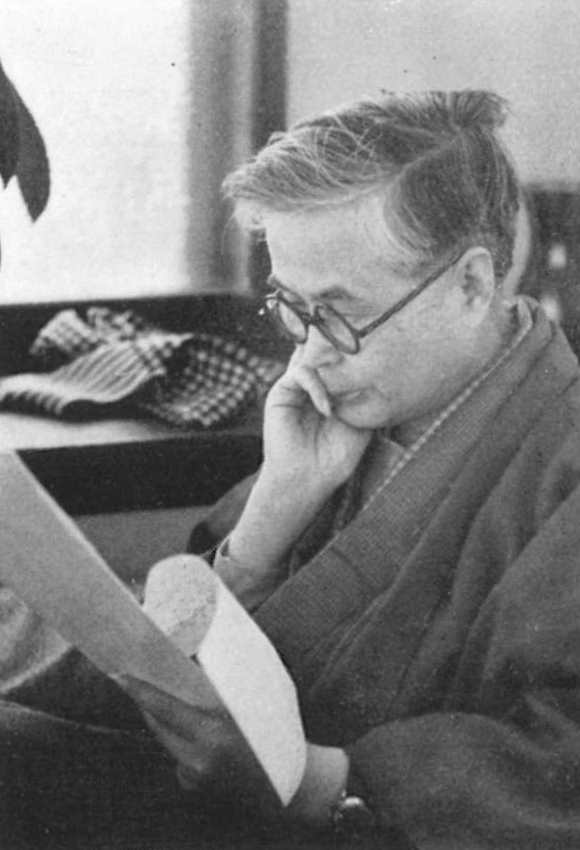
『昭和文学全集』49巻（角川書店、1954年）に掲載された芹沢

1928年に日本に帰国。1930年 療養中の体験に基づいた作品『ブルジョア』が、「改造」の3回目の懸賞小説に一等当選し文壇に登場した。中央大学講師として貨幣論を教えるが、1931年4月から6月にかけて東京朝日新聞夕刊に『明日を逐うて』を連載した頃から、大学では芹沢の行動が問題視され始め、芹沢は翌1932年4月に中央大学を辞職、以降は作家業に専念する。
1942年1月‐12月、戦意高揚文学一色の時代に、敢えて異郷での愛と死をメインテーマとする『巴里に死す』を「婦人公論」に1年間連載し、翌1943年中央公論社より刊行。読者の評判は高かったが、裏で「婦人公論」の編集長は軍の検閲係から「戦力増強に資しない」と毎月連載中止を勧告されていた。が、編集長は、12月号までそのことを芹沢には告げず、最終回まで連載を続けさせた。その後、編集長の湯川は召集され沖縄へ送られ、敗戦直前に戦死した。召集と配属がこの件への報復か否かは立証が困難だが、芹沢は「氏の戦死を今も私の責任のように強く感じている」と書いている。戦後『巴里に死す』は森有正によってフランス語訳され、1953年にフランスのロベール・ラフォン社から出版され、1年で10万部のベストセラーとなる。
1962年 より自伝的長編『人間の運命』を刊行し始める。これは当初から大変な反響を呼び、1965年『人間の運命』最初の6巻により芸術選奨文部大臣賞を受賞する。同年10月、 川端康成のあとを受け、第5代日本ペンクラブ会長に就任した。1969年、『人間の運命』全14巻により日本芸術院賞を受賞、1970年日本芸術院会員となる。
1974年7月17日、日本ペンクラブは、死刑判決を受けた金芝河らの助命嘆願の電報を韓国国防部長官の徐鐘喆宛てに打った。7月21日、徐長官は金の死刑を無期懲役に減刑した。日本ペンクラブはさらなる減刑要請のため、7月27日に藤島泰輔と白井浩司の両理事を韓国へ派遣した。7月29日、藤島と白井は韓国で記者会見を開くが、会見における二人の発言に対し抗議が集中した。藤島と白井は8月26日に理事を辞任。芹沢も10月に会長を辞任した。
1986年より「神シリーズ」全8巻を死去の年まで書き続ける。1993年3月23日、普段通りの原稿執筆の後、午後7時老衰のため東京都中野区の自宅で死去。遺骨は静岡県の沼津市営墓地に埋葬された。
代表作に『巴里に死す』、『一つの世界』、『人間の運命』、『神の微笑』などがある。「神シリーズ」では大江健三郎との手紙のやり取りで、大江側が「先生」と呼ぶ等、二人の親睦が深いものと思われる描写がある。なお、フランス留学中に、百武源吾海軍大将と義兄弟の約束を結んでいる。

## 家族親族
- 妻 金江（岐阜県、弁護士・実業家・政治家藍川清成の二女）
- 長女 万里子（1927-1972)[1]
- 二女 野沢朝子(ともこ)（1930- ）
  - 回想記『父、芹沢光治良、その愛』がある（明窓出版、2020）
- 三女 芹沢文子（1933[注釈 3]-2015[28]）声楽家、東京音楽大学教授[29]
- 四女 岡玲子（1938[1]-2021[30] )　ピアニスト
- 実弟 小山武夫

## 主な作品
- 『ブルジョア』改造社 1930

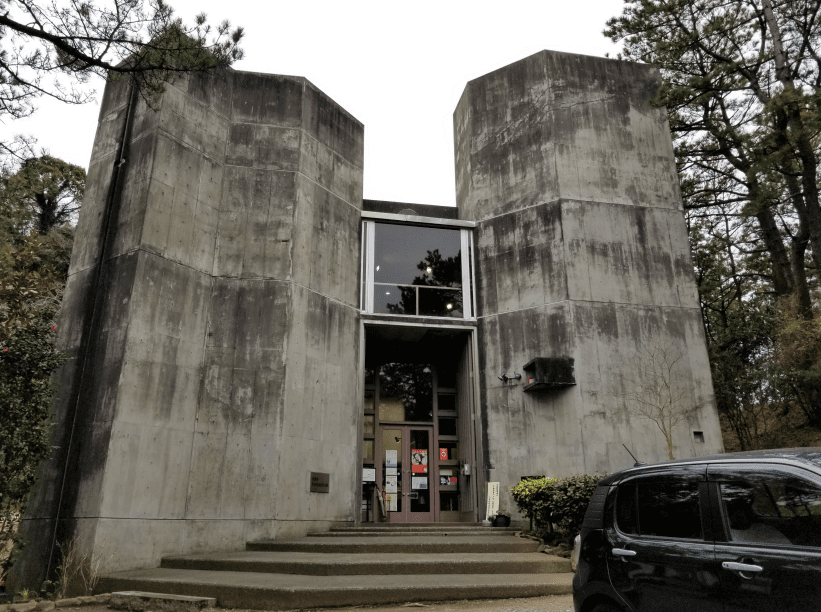
沼津市芹沢光治良記念館

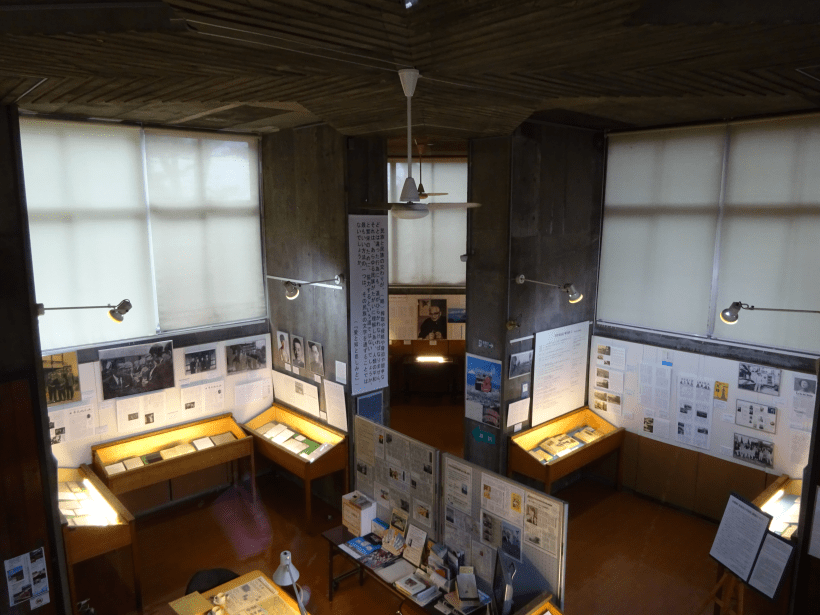
沼津市芹沢光治良記念館

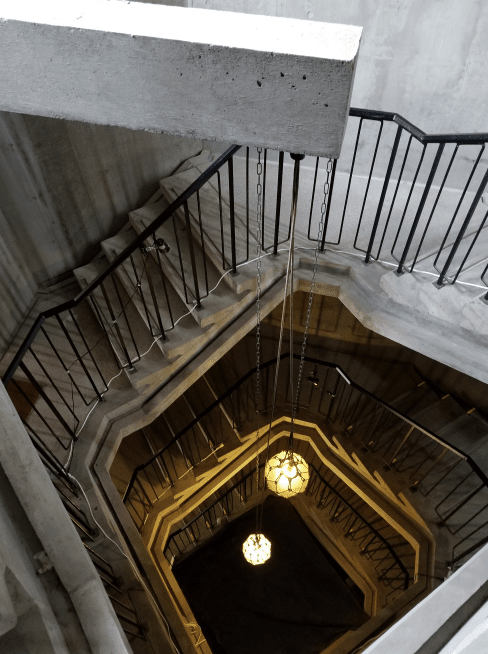
沼津市芹沢光治良記念館

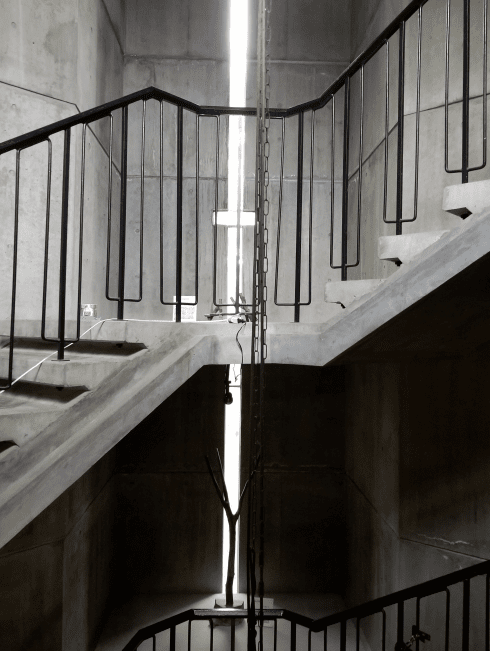
沼津市芹沢光治良記念館

- 『愛と死の書』小山書店 1939 のち角川文庫 新潮文庫
- 『巴里に死す』中央公論社 1943 のち角川文庫、新潮文庫、勉誠出版 新版2019。

フジテレビで高野悦子脚本・演出によりテレビドラマ化され、1964年4月より放映された。
- 『孤絶』創元社 1943 のち角川文庫
- 『命ある日』新潮社 1940 のち角川文庫
- 『夜毎の夢に』 1947 ※映画『異国の丘』原作
- 『緑の校庭　少女小説』ポプラ社 1948、復刻版2017。挿画蕗谷虹児
- 『離愁』全国書房 1948
- 『故国』全国書房 1949
- 『春の谷間』小説朝日社 1952 のち角川文庫

NHK銀河テレビ小説で1977年2月14日‐3月4日放映（脚本・田中澄江、主演・酒井和歌子)。
- 『一つの世界』角川小説新書 1955
- 『サムライの末裔』角川小説新書 1955 のち小学館
- 『巴里夫人』光文社カッパ・ブックス 1955 のち角川文庫
- 『結婚』河出新書 1955 のち角川文庫 新潮文庫

TBSでテレビドラマ化され1962年7月27日・8月3日放映。
- 『芹沢光治良自選作品集』全6巻 宝文館 1957
- 『女にうまれて』文藝春秋新社 1958 のち角川文庫

1965年2月15日‐5月15日、日本テレビで放映（主演・磯村みどり)。
- 『教祖様』[注釈 4]角川書店　1959
- 『坂の上の家』中央公論社 1959、のち角川文庫、中公文庫

NHKラジオ「朝の小説」のための書き下ろし作品で、放送は1959年4月6日‐8月1日の全102回（語り・小沢栄太郎)。放送終了後に作品刊行。1973年12月3日‐28日、NHK銀河テレビ小説で放映（脚本・高橋玄洋、主演・加東大介)。
- 『運命の河』角川書店 1959
- 『愛と知と悲しみと』 新潮社 1961 のち新潮文庫。『人間の運命』の関連作品と位置付けられる。
- 『人間の運命』 新潮社(全14巻）1962-68 のち新潮文庫(全7冊) 1976、新潮社(愛蔵版全7冊) 1991。

「父と子」から「再会」まで、初刊は1冊1巻で、以後の新潮社(「作品集」「文庫」「愛蔵版」)再刊は1冊に2巻ずつ収録。
- 『われに背くとも』新潮社 1970 『人間の運命』の関連作品と位置付けられる。
- 『遠ざかった明日』新潮社 1972 『人間の運命』の最終章と位置付けられる作品。1951年の占領下の日本からヨーロッパへの旅。
- 『告別』中央公論社 1973 のち中公文庫
- 『芹沢光治良作品集』全16巻 新潮社 1974-75

巻7(1974)収録の書き下ろし『海に鳴る碑』は、『人間の運命』序章と位置付けられる作品で、次郎の幼年時代がより克明に描かれる。巻10‐巻16には『人間の運命』本体全14巻(「父と子」から「再会」まで)を収録。『遠ざかった明日』(巻6)、『愛と知と悲しみと』(巻7)を再録。
- 『死の扉の前で』[注釈 5] 新潮社 1978
- 『神の微笑』新潮社 1986、新潮文庫 2004
- 『神の慈愛』新潮社 1987
- 『神の計画』新潮社 1988
- 『人間の幸福』新潮社 1989
- 『人間の意志』新潮社 1990
- 『人間の生命』新潮社 1991
- 『大自然の夢』新潮社 1992
- 『天の調べ』新潮社 1993
- 『芹沢光治良文学館』全12巻 新潮社 1995-97
  - 1巻. 命ある日
  - 2巻. 夜毎の夢
  - 3巻. 愛と知と悲しみと
『海に鳴る碑』『遠ざかった明日』『愛と知と悲しみと』、および『人間の運命』第1・6・14巻初版のみにあった「あとがき」、創作当時のエッセイを収録。
  - 4巻. ここに望みあり
  - 5巻. 教祖様
  - 6巻. 一つの世界
  - 7巻. 幸福の鏡　『巴里に死す』『幸福の鏡』を収録。
  - 8巻. 春箋・秋箋
  - 9巻. 短編集 明日を逐うて
  - 10巻. 短編集 死者との対話
  - 11巻. エッセイ 文学と人生
  - 12巻. エッセイ 心の広場
- 『人間の運命　完全版』全18巻 勉誠出版 2013

序章「海に鳴る碑」→第1巻「次郎の生いたち」、第1巻「父と子」→第2巻「親と子」と改題、「遠ざかった明日」を第16巻とする。芹沢自身が晩年の20年間に手を加え続けた多くの修正箇所を忠実に再現。別巻1は『愛と知と悲しみと』と関連資料、別巻2は『岡野喜太郎伝』、関連資料、関連エッセイ等を収録。
- 『芹沢光治良 戦中戦後日記』勉誠出版 2015。勝呂奏解説